# CRASH & BUILD
『CRASH & BUILD』（クラッシュ・アンド・ビルド）は、日本のロックバンド・BREAKERZが2007年12月5日にZAIN RECORDSから発売した2枚目のオリジナルアルバムである。

## 内容
前作『BREAKERZ』から約5か月ぶりのオリジナルアルバム。
今作からAKIHIDEもシンセサイザープログラマーとしてクレジットされるようになった。

## 収録曲
| 全編曲: BREAKERZ。 |                                |         |                |
| #                  | タイトル                       | 作詞    | 作曲           |
| 1.                 | 「ナンゼンカイ…ナンマンカイ…」 | AKIHIDE | AKIHIDE        |
| 2.                 | 「NO SEX NO LIFE」             | DAIGO   | DAIGO、AKIHIDE |
| 3.                 | 「B.R.Z ～明日への架橋～」     | DAIGO   | DAIGO          |
| 4.                 | 「ダンデライオン」             | DAIGO   | DAIGO          |
| 5.                 | 「Day Soldier」                | AKIHIDE | AKIHIDE        |
| 6.                 | 「IN THE SKY」                 | DAIGO   | DAIGO          |
| 7.                 | 「星に願いを」                 | AKIHIDE | DAIGO          |
| 8.                 | 「gimmick?」                   | AKIHIDE | AKIHIDE        |
| 9.                 | 「CHICKEN RACE」               | DAIGO   | AKIHIDE        |
| 10.                | 「EMILY」                      | DAIGO   | AKIHIDE        |
| 11.                | 「SUGAR BABY」                 | DAIGO   | DAIGO          |

### 解説
1. ナンゼンカイ…ナンマンカイ…
ミュージッククリップが制作されており、後に3rdアルバム『BIG BANG!』の初回限定盤Bに収録された。
後に5thシングル「Everlasting Luv/BAMBINO 〜バンビーノ〜」にアコースティックバージョンが制作収録された[1]。
2. NO SEX NO LIFE
ミュージッククリップが制作されており、後に3rdアルバム『BIG BANG!』の初回限定盤Bに収録された。
後にベストアルバム『BREAKERZ BEST 〜SINGLE COLLECTION〜』にも収録された。
3. B.R.Z ～明日への架橋～
後に6thシングル「光」にアコースティックバージョンが制作収録された[2]。
後にベストアルバム『BREAKERZ BEST 〜SINGLE COLLECTION〜』にも収録された。
4. ダンデライオン
後に4thシングル「GRAND FINALE」にアコースティックバージョンが制作収録された[3]。
5. Day Soldier
6. IN THE SKY
後にベストアルバム『BREAKERZ BEST 〜SINGLE COLLECTION〜』にも収録された。
7. 星に願いを
8. gimmick?
9. CHICKEN RACE
10. EMILY
後にベストアルバム『BREAKERZ BEST 〜SINGLE COLLECTION〜』にも収録された。
11. SUGAR BABY

## 参加ミュージシャン
BREAKERZ
- DAIGO：Vocal & Chorus
- AKIHIDE：Guitar & Chorus、Synth Programming
- SHINPEI：Guitar & Chorus、Synth Programming

Support Musician
- 黒瀬蛙一：Drums (#2〜5,7〜10)
- 満園英二：Drums (#1,6,11)
- 満園庄太郎：Electric Bass (全曲)